# Pontia kozlovi
Pontia kozlovi is een vlindersoort uit de familie van de Pieridae (witjes), onderfamilie Pierinae.
Pontia kozlovi werd in 1897 beschreven door Alphéraky.